# Renie Riano
Renie Riano (7 de agosto de 1899 — 3 de julho de 1971) foi uma atriz norte-americana, nascida no Reino Unido. Ela teve pequenos papéis em filmes durante as décadas de 1940 e 1950. Era a filha da também atriz Irene Riano (1871–1940).